# Manor F1
Manor F1, tidigare Virgin Racing och Marussia F1, var ett brittiskt Formel 1-stall som debuterade säsongen 2010 och gjorde sin sista säsong 2016.
Mellan 2010 och 2011 hette stallet Virgin Racing, men bytte inför 2012 namn till Marussia F1, som det hette till och med 2014. Säsongerna 2015 och 2016 hette stallet Manor F1.

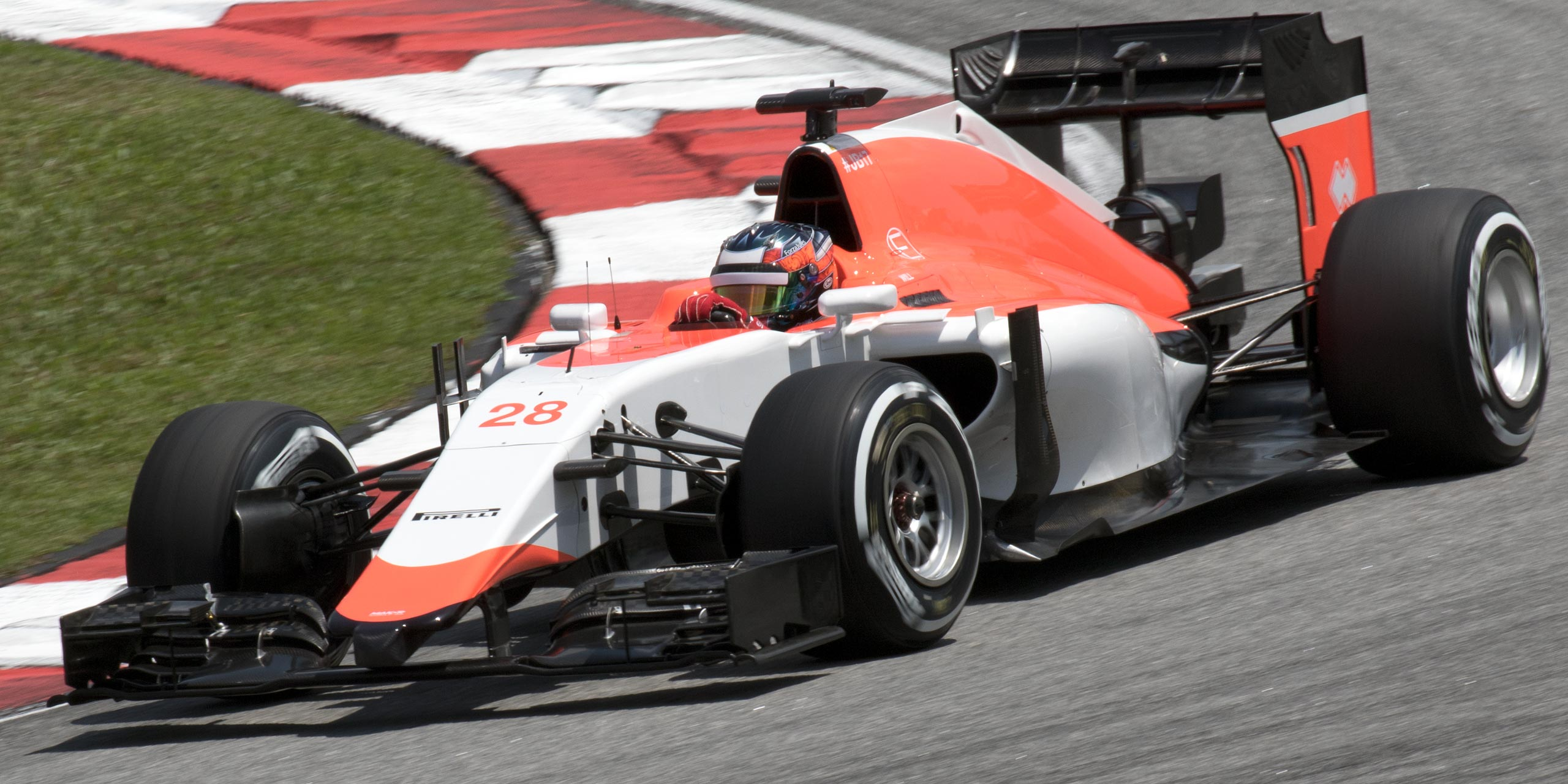
Will Stevens under Malaysias Grand Prix 2015.

## F1-säsonger
| Säsong   | Tävlingsnamn           | Bil            | Motor           | Däck   | Poäng  | VM-plac. | Förare 1        | Förare 2                      | Testförare                  |
| Virgin   | Virgin                 | Virgin         | Virgin          | Virgin | Virgin | Virgin   | Virgin          | Virgin                        | Virgin                      |
| -------- | ---------------------- | -------------- | --------------- | ------ | ------ | -------- | --------------- | ----------------------------- | --------------------------- |
| 2010     | Virgin Racing          | Virgin VR-01   | Cosworth CA2010 | B      | 0      | 12:a     | Timo Glock      | Lucas Di Grassi               | Luiz Razia                  |
| 2011     | Marussia Virgin Racing | Virgin MVR-02  | Cosworth CA2011 | P      | 0      | 12:a     | Timo Glock      | Jérôme d'Ambrosio             | Luiz Razia                  |
| Marussia |                        |                |                 |        |        |          |                 |                               |                             |
| 2012     | Marussia F1 Team       | Marussia MR01  | Cosworth CA2012 | P      | 0      | 11:a     | Timo Glock      | Charles Pic                   | Max Chilton                 |
| 2013     | Marussia F1 Team       | Marussia MR02  | Cosworth CA2013 | P      | 0      | 10:a     | Jules Bianchi   | Max Chilton                   | Rodolfo González            |
| 2014     | Marussia F1 Team       | Marussia MR03  | Ferrari 059/3   | P      | 2      | 9:a      | Jules Bianchi   | Max Chilton                   | Alexander Rossi             |
| Manor    |                        |                |                 |        |        |          |                 |                               |                             |
| 2015     | Manor Marussia F1 Team | Marussia MR03  | Ferrari 059/3   | P      | 0      | 10:a     | Will Stevens    | Roberto Merhi Alexander Rossi | Jordan King                 |
| 2016     | Manor Marussia F1 Team | Marussia MRT05 | Mercedes PU106C | P      | 1      | 11:a     | Pascal Wehrlein | Rio Haryanto Esteban Ocon     | Jordan King Alexander Rossi |